# Trons värld
Trons värld var en kristen tidning som fokuserade på inspirerande exempel på hur människor lever sin kristna tro i praktiken. Tidningen grundades 1988 av Krister Holmström, som under en tid även var dess chefredaktör. Andra skribenter var Åke Lager, Stig Hällzon och Ingemar Myrin. 2004 köptes tidningen upp av Tidnings AB Nya Dagen. Tidningen lades ner 2008.